# Wuthering Heights (film fra 1920)
Wuthering Heights er en britisk stumfilm fra 1920 af A. V. Bramble.

## Medvirkende
- Milton Rosmer - Heathcliff
- Ann Trevor - Cathy
- Colette Brettel - Catherine
- Warwick Ward - Hindley Earnshaw
- John Lawrence Anderson - Edgar Linton
- Cecil Morton York - Mr Earnshaw
- Cyril Raymond - Hareton Earnshaw
- Dora De Winton - Mrs Linton
- Aileen Bagot - Frances Earnshaw
- Mrs. Templeton - Nelly Dean
- George Traill - Joseph